# Джерело «Розкопинці»
Джерело́ «Розко́пинці» — гідрологічна пам'ятка природи місцевого значення в Україні. Розташована в межах Сокирянської міської громади Дністровського району Чернівецької області, на південний захід від села Розкопинці.
Площа 0,3 га. Статус надано згідно з рішенням облвиконкому від 30.05.1979 року № 198. Перебуває у віданні ДП «Сокирянський лісгосп» (Сокирянське л-во, кв. 21, вид. 5).
Статус надано для збереження джерела мінеральної води (гідрокарбонатно-сульфатно-натрієва, мінералізація 0,75 г/л.).